# 越南墨頭魚
越南墨頭魚（学名：Garra laichowensis）为輻鰭魚綱鯉形目鲤科墨头鱼属的其中一種，該物種於1969年由Nguyễn Văn Hảo和Doan Le Hoa描述，分布於亞洲越南，棲息在中底層水域。